# Casa Allemã
A Casa Allemã foi uma loja de departamentos de São Paulo, que depois foi aberta em outras localidades, que funcionou do final do século XIX até meados do século XX.

## História
Fundada pelo imigrante alemão Daniel Heydenreich, foi a principal casa comercial do final do século XIX, quando lojas departamentais refletiam uma tendência que se encontrava na Europa e Estados Unidos. Daniel Heydenreich nasceu na Alemanha em 1855 e imigrou para o Brasil em torno de 1880. Apesar de ser lembrada como uma loja direcionada à elite paulistana, os primórdios da Casa Allemã começou na rua 25 de Março, onde ele vendia linho alemão, rendas e outros produtos que conseguia comprar para revender. Em 1883 transferiu-se para a Rua General Carneiro (à época chamava Rua Municipal) e lá a loja recebeu o nome de Casa Alemã.
Com a ajuda de seus irmãos que estavam na Alemanha (Adolf, Hermann e Traugott), obtinha as mercadorias para sua loja. Em 1883, Adolf veio para o Brasil e logo em 1890, seu irmão Hermann também. A empresa tornou-se "D.& A. Heydenreich". A loja mudaria ainda mais uma vez, agora para a Rua Direita e em 1895 seria ampliada, ocupando mais dois andares para depósito e venda de mercadorias. Com a chegada de seu irmão Traugott, a loja passa a ser "Irmãos Heydenreich" e em 1896 passa a ocupar o prédio inteiro, ganhando duas vitrines na parte central. Em 1904 mudaria novamente, permanecendo na mesma rua Direita, porém em um edifício melhor, equipado até com elevador.
Tinha um catálogo de divulgação e seguindo a influência francesa da época, apresentava inúmeras expressões em francês como "manteaux" de seda e de lã, vestidos para "soirée", "peignoir".
Havia uma distinção entre o masculino e feminino, caracterizando o universo masculino à intelectualidade e praticidade enquanto as mulheres eram relacionadas à perfeição, delicadeza e intuição. As mulheres representavam a maior parte da clientela, cujo consumo era estimulado pela urbanização e busca pelo luxo europeu e bem-estar.
Mas se por um lado as lojas de departamento inspiravam esse mundo do status social e aparências para as mulheres que compravam, por outro lado também vivenciava uma mudança em trânsito na emancipação da mesma, que a partir do século XIX ingressava no mercado de trabalho assalariado e as lojas tornavam-se uma fonte de sustento, um local de trabalho para as mulheres.
Com seu crescimento, também surgiram filiais em Campinas (1887), Santos (1890), Ribeirão Preto (1910) e Jaú (1912). A filial de Santos localizava-se à rua 15 de Novembro, esquina com a Frei Gaspar, e oferecia serviços de tapeçaria.
Com a quebra da Bolsa de Nova Iorque em 1929, a Revolução de 1930, depois a Revolução Constitucionalista de 1932, a elite paulistana foi perdendo seu poder aquisitivo e a loja é forçada a popularizar-se. A Segunda Guerra Mundial teve grandes impactos, dificultando as importações devido à alta de preços e também à imagem dos imigrantes alemães no Brasil, associando erroneamente ao nazismo. Em virtude disso, a Casa Alemã muda de nome para Galeria Paulista de Modas.
Em 1959, depois de tantos percalços, a loja encerra suas atividades.

## Produtos
Os produtos vendidos na loja eram em grande parte de origem alemã, mas a loja também se alinhava com as tendências cosmopolitas que marcaram o centro de São Paulo no período. Inicialmente, eram peças de tecido e vestuário feminino e com o passar do tempo, foi incorporando o setor masculino e infantil também.
A loja era organizada em departamentos, vendendo uma variedade de produtos: armarinhos, perfumaria, bordados, artigos para cavalheiros, cortinas e tapetes.
A partir de 1920, roupas de esportes ingressa ao rol dos produtos oferecidos, consequência da mudança de hábito da sociedade, com o incentivo da prática de esportes. Assim, roupas para "banhos de mar" e artigos para patinação ganham espaço dentro da loja.